# The Manhattan Transfer
Pour les articles homonymes, voir Manhattan Transfer (homonymie).
The Manhattan Transfer est un groupe vocal de doo-wop, jazz, cabaret et musique pop américain fondé en 1969.
Deux formations distinctes des Manhattan Transfer ont existé à travers le temps, avec comme seul membre permanent Tim Hauser qui est mort en 2014. Le premier groupe est constitué par Hauser,  Erin Dickins, Marty Nelson, Pat Rosalia, et Gene Pistilli. La seconde version du Manhattan Transfer comprend à partir de 1972, Hauser, Alan Paul, Janis Siegel, et Laurel Massé. Cette dernière quitte le groupe en 1979 à la suite d'un grave accident de voiture, pour être remplacée par Cheryl Bentyne. Le pianiste permanent du groupe,  Yaron Gershovsky, l'accompagne en tournée et officie en tant que directeur musical. Tris Curless rejoint le groupe en 2014 en remplacement de Tim Hauser.
Le groupe s'est illustré, notamment, par des reprises chantées du titre Birdland de Weather Report, dont une, au Playboy Jazz Festival in Los Angeles en 1982, réunissant les deux groupes. Ce morceau est devenu l'indicatif musical de The Manhattan Transfer et leur a valu deux Grammy Awards (meilleur arrangement vocal et meilleure performance jazz-fusion) en 1980.

## Histoire

### Les débuts

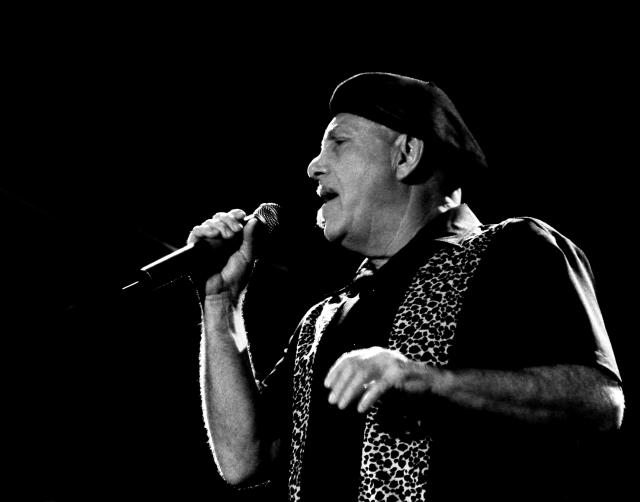
Tim Hauser,
le fondateur du Groupe

Le nom du groupe est inspiré du roman Manhattan Transfer de John Dos Passos, publié en 1925, et reflète ses origines new-yorkaises.
Une première formation, dirigée par Tim Hauser, a vu le jour à New York en 1969, mais s'est séparée après avoir enregistré un seul album, Jukin' , en 1971.
Le groupe actuel a été fondé en 1972 par Tim Hauser avec Janis Siegel, Alan Paul et Laurel Massé. Cette formation a tout de suite connu un grand succès et Ahmet Ertegün, directeur d'Atlantic Records, leur proposa un contrat qui aboutit à l'enregistrement en 1975 du premier album de cette nouvelle formation, The Manhattan Transfer. Cet album contient notamment leur premier tube Operator, dont la musique et le rythme rappellent ceux d'un gospel.

### Le succès international
Le groupe effectua plusieurs tournées en Europe où leurs deux albums Coming Out et Pastiche obtinrent des records de vente. L’un des titres, une reprise de Chanson d'Amour (Wayne Shanklin) fut classé numéro 1 en Angleterre en 1977 alors qu’il n’obtint aucun classement aux États-Unis. À la suite de ce succès, l’album The Manhattan Transfer Live a été enregistré au Royaume-Uni et a confirmé la grande popularité du groupe en Europe à ce moment-là. Immédiatement après que cet album a été enregistré, en 1978, Laurel Massé a été gravement blessée dans un accident de voiture et remplacée par Cheryl Bentyne. La formation n’a plus été modifiée jusqu’à la mort de Tim Hauser en 2014.
L’enregistrement suivant, Extensions, contient leur second tube Twilight Zone, écrit par Alan Paul et Jay Graydon comme un hommage à la série diffusée sur CBS Télévision de Rod SerlingThe Twiligh Zone (La Quatrième Dimension).

### The Manhattan Transfer et l'univers dujazz
La première plage de l'album Extensions est Birdland, une musique de Weather Report avec un texte de Jon Hendricks. Ce morceau, qui devient l'indicatif musical du groupe est un des enregistrements de jazz les plus populaires des années 1980. Birdland rapporte à The Manhattan Transfer ses premiers Grammy Awards :
- Meilleure Exécution de jazz fusion vocal ou instrumental et
- Meilleurs arrangements de jazz vocal.

En 1981, The Manhattan Transfer marque l'histoire de la musique en devenant le premier groupe à remporter un Grammy Award dans les deux catégories pop et jazz dans la même année. Boy from New York, une adaptation du hit des Ad Libs de 1965 est propulsé en tête des hit-parades et gagne le prix de la meilleure interprétation de pop music par un duo ou un groupe alors que Until I Met You (Corner Pocket) remporte le prix de la meilleure interprétation jazz (duo ou groupe). Ces deux titres figurent sur le sixième album du groupe : Mecca for Moderns.
En 1982, le groupe gagne un autre Grammy, pour la meilleure interprétation de jazz vocal, (duo ou groupe), pour son interprétation de Route 66, « l'ode à la route » classique. La chanson fait partie de la bande sonore du film de Burt Reynolds Sharky's Machine (L'Anti-gang).

### La progression
En septembre 1983, l'album Bodies and Souls parait, ayant une saveur « contemporaine-urbaine » qui aboutit à 2 singles « R&B » : Spice of Life et Mystery, une ballade. Malgré son rythme lent et les intonations puissantes de Janis Siegel, Mystery est devenu une des chansons les mieux appréciées du groupe. Tim Hauser a appelé ce tube « group's biggest turntable  » (la plus grande platine du groupe) en référence au temps de passage à la radio) et Anita Baker l'a inséré dans son album Rapture.
L'album suivant, Vocalese (1985) a été un grand succès. Il a reçu douze nominations aux Grammy. C'est, à ce jour, la seconde performance après Thriller de Michael Jackson comme album le plus nommé. The Manhattan Transfer a gagné dans deux catégories : la Meilleure interprétation (duo ou groupe)et Meilleurs arrangements vocaux. Il s'est ensuivi un enregistrement live et le concert a fait l'objet d'une vidéo (VHS et DVD).
Pour Brasil, le groupe est allé travailler avec des auteurs-compositeurs brésiliens et des musiciens Ivan Lins, Milton Nascimento, Djavan et Gilberto Gil. Brasil a remporté un Grammy pour la Meilleure interprétation Pop par un Duo ou un Groupe avec Chant.
En 1991 le groupe a sorti The Offbeat of Avenues chez Sony ; cet album leur a rapporté leur 10e Grammy pour Sassy. Ils ont ensuite sorti un CD de chansons de Noël : The Christmas Album.
The Manhattan Transfer enregistra ensuite The Manhattan Transfer Meets Tubby The Tuba, un album pour enfants puis, revenant au label Atlantic, ils enregistrèrent Tonin (une compilation de RnB et de tubes pop des années 1960 qui n'avaient pas rencontré de grands succès). Ensuite, Swing (sur des airs des  30). Leur dernier album final pour Atlantic a été The Spirit of St. Louis (2000 en musique|2000), consacré à la musique de Louis Armstrong.
The Manhattan Transfer est entré au Vocal Group Hall of Fame en 1998.

### Activité récente
Le groupe est passé au label Telarc en 2003 pour enregistrer Couldn't Be Hotter, un album live reprenant une grande partie des chansons de Spirit of St. Louis.
En 2004, En 2004, le groupe a enregistré un autre CD « de pastiche », Vibrate, mélangeant des airs originaux avec des plus vieux, du jazz, du funk, etc. Vibrate a été enregistré avec des musiciens notables comme le bassiste Will Lee  et le percussionniste renommé Steve Hass.
Ils ont aussi réalisé, d'abord au Japon, puis aux États-Unis, An Acapella Christmas en 2005.
En 2006, The Symphony Sessions est une collection des hits du groupe ré-arrangés pour orchestre symphonique et groupe pop.
2006 marque aussi l'enregistrement de leur première chanson originale pour un film, Trail of the Screaming Forehead .
En 2009, le 29 septembre, The Manhattan Transfer a sorti son premier album studio en 5 ans: The Chick Corea Songboook. L'album comprend des chansons comme Spain, 500 Miles High et Free Samba. L'album est publié par Four Quarters Entertainment.
Tim Hauser décède le 19 octobre 2014  d'une crise cardiaque. Malgré son décès, le groupe continue la tournée.

## Membres actuels du groupe
- Cheryl Bentyne [9] (Soprano),
- Janis Siegel [10] (Alto),
- Trist Ethan Curless (de) (Basse),
- Alan Paul (en)  (Ténor).

Sauf cas particuliers comme le concert cité ci-dessous, les quatre vocalistes sont généralement accompagnés par :
- Yaron Gershovsky [11] (Directeur musical, Claviers et Piano),
- Steeve Hass [6] (Batterie et Percussions),
- Adam Hawley [12] (Guitare),
- Gary Wicks [13] (Guitare basse et Contrebasse).

## Discographie

### Albums

#### Tim Hauser / Erin Dickens / Marty Nelson / Gene Pistilli / Pat Rosalia
- 1971 - Jukin' (Capitol)

#### Tim Hauser / Laurel Massé / Alan Paul / Janis Siegel
- 1975 - The Manhattan Transfer (Atlantic)
- 1976 - Coming Out (Atlantic)
- 1978 - Pastiche (Atlantic)
- 1978 - The Manhattan Transfer Live (Atlantic)

#### Tim Hauser / Cheryl Bentyne / Alan Paul / Janis Siegel
- 1979 - Extensions (Atlantic)
- 1981 - Mecca For Moderns (Atlantic)
- 1981 - The Best Of The Manhattan Transfer (Atlantic)
- 1983 - Bodies And Souls (Atlantic)
- 1985 - Bop Doo-Wopp (Atlantic)
- 1985 - Vocalese (Atlantic)
- 1987 - Live M.T (Atlantic)
- 1987 - Brasil (Atlantic)
- 1992 - The Offbeat Of Avenues (Columbia)
- 1992 - Anthology : Down In Birdland (Rhino)
- 1992 - The Christmas Album (Columbia)
- 1994 - The Very Best Of, The Manhattan Transfer (Rhino)
- 1994 - The Manhattan Transfer Meets Tubby The Tuba (Summit)
- 1995 - Tonin' (Atlantic)
- 1996 - Man Tora! Live In Tokyo (Rhino)
- 1997 - Swing (Atlantic)
- 1997 - Boy From New York And Other Hits (Flashback)
- 2000 - The Spirit Of St. Louis (Atlantic)
- 2003 - Couldn't Be Hotter (Telarc)
- 2004 - Vibrate (Telarc)
- 2004 - An A cappella Christmas Album (King Records)
- 2006 - The Symphony Session (Warner)
- 2009 - The Chick Corea Songbook (Four Quarters Entertainment)

### DVD Video
- 2000 - Vocalese Live 1986 (Image Ent.)